# Барбадосский енот
Барбадосский енот (лат. Procyon lotor gloveralleni) — очень редкий островной подвид енота-полоскуна (Procyon lotor), с 1964 года считается полностью исчезнувшим. Обитал на острове Барбадос, расположенном в Карибском море. По физическим и биоэкологическим параметрам схож с остальными подвидами енота-полоскуна, поэтому среди учёных идёт спор о том, является ли барбадосский енот подвидом, отдельным видом, или только экологическим изолятом P. lotor.